# Montre d'infirmière
 (mars 2020).
Une montre d'infirmière est un type de montre suspendue à une petite chaine ou une cordelette fixée sous le cadran (à six heures), elle même attachée à une broche qui se fixe sur la blouse ou un autre vêtement. Ce type de montre est destiné aux infirmiers et plus généralement au personnel soignant. 
Ce type de montre est apparu au début du XXe siècle, principalement au Royaume-Uni. Le fait d'accrocher la montre de cette façon répond à une préoccupation hygiénique : pour consulter la montre il n'est nécessaire ni de remonter sa manche, ni de fouiller dans une poche. En plus de donner l'heure, les montres d'infirmières comportent généralement des graduations facilitant une prise du pouls.
Dans les années 2010, des montres intelligentes sous ce format, dotées de fonctionnalités utiles au personnel soignant, ont été mises au point. 

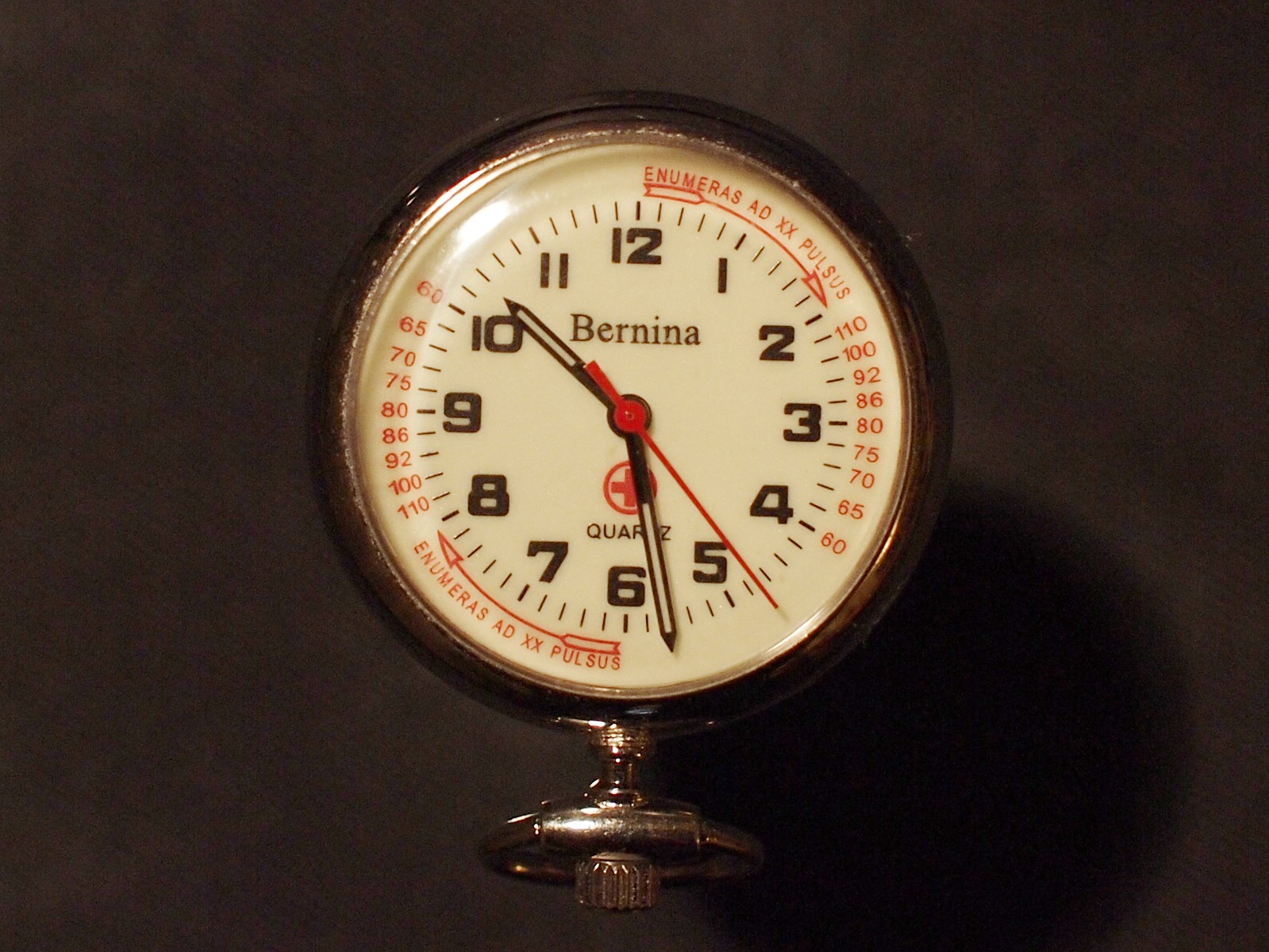
Montre d'infirmière Bernina
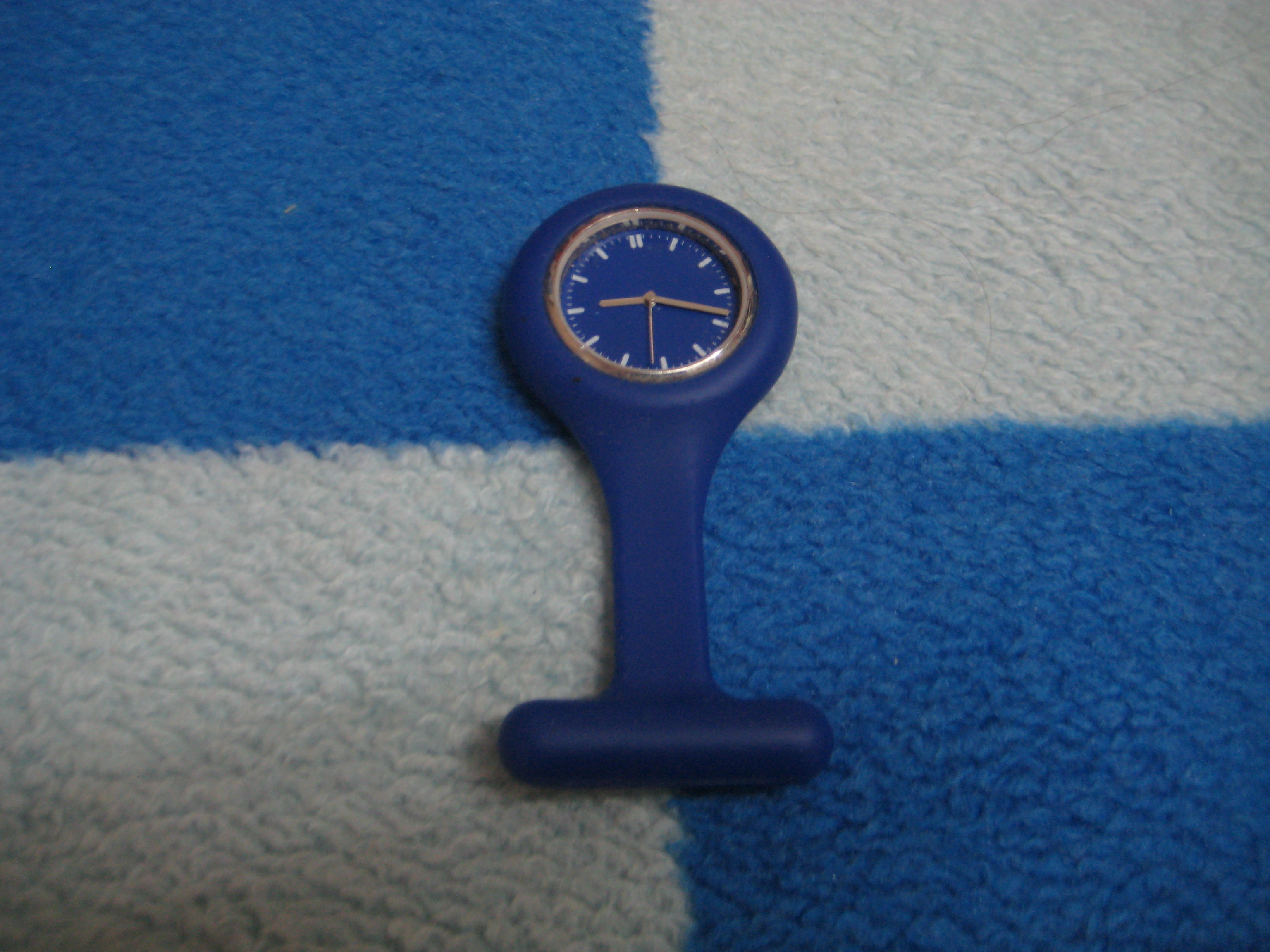
Montre d'infimière moderne, en plastique